# Кинцхайм
Кинцха́йм (фр. Kintzheim) — коммуна на северо-востоке Франции в регионе Гранд-Эст (бывший Эльзас — Шампань — Арденны — Лотарингия), департамент Нижний Рейн, округ Селеста-Эрстен, кантон Селеста.

## Топоним
Название Кинцхайм впервые упоминается в грамоте Карла Великого 774 года в форме Quningishaim, позже в 881 как Chuniggesheim и в 1220 как Kunigisheim. Историки рассматривают этимологию топонима как владение (германск. -heim) короля (kuning / künic / König) либо рода человека с подобным именем.

## Геральдика
Герб Кинцхайма представляет собой серебряный щит с чёрным орлом с червлёным языком и вооружением. Герб совпадает с бывшим гербом расположенного рядом города Селеста (ранее королевский пфальц Шлеттштадт), зависимой территорией которого Кинцхайм был с 1338 до 1791 (формально до 1834, когда отделение было юридически принято).

## Географическое положение
Кинцхайм расположен в долине между горой Ханенберг на севере и холмами Прелатенберг на юге, относясь к региону виноделия Alsace Grand Cru AOC, недалеко от исторического замка Верхний Кёнигсбург. Граничит с пятью населенными пунктами: Селестой на востоке, Оршвиллером на юге, Льевром на западе и Шатенуа и Ла-Ванселем на севере. Деревня находится практически на границе департаментов Нижнего и Верхнего Рейна.
Площадь коммуны — 18,78 км², население — 1509 человек (2006) с тенденцией к росту: 1593 человека (2013), плотность населения — 84,8 чел/км².

## Население
Население коммуны в 2011 году составляло 1564 человека, в 2012 году — 1580 человек, а в 2013-м — 1593 человека.
| 1962 | 1968 | 1975 | 1982 | 1990 | 1999 | 2006 | 2008 | 2011 | 2012 | 2013 |
| ---- | ---- | ---- | ---- | ---- | ---- | ---- | ---- | ---- | ---- | ---- |
| 1107 | 1333 | 1486 | 1479 | 1449 | 1493 | 1509 | 1525 | 1564 | 1580 | 1593 |

Динамика населения:

## История
Вероятно, первое поселение на территории Кинцхайма относится к неолиту, однако первые серьёзные археологические находки, в частности, захоронения, относятся к римскому периоду (I или II веку н. э.). Деревня располагалась на римском тракте, пересекающем Эльзас с юга на север.

### ЭпохиМеровинговиКаролингов
Земли и леса, относящиеся к современному Кинцхайму, во время короля Хильдерика II и его майордома герцога Вульфоальда, относящиеся к Австразии, относились к королевскому домену и облагались податью. После смерти Хильдерика майордом организует воцарение Дагоберта II, после смерти которого власть над землями фактически наследуется в майордомской династии Пипинидов, позже восходящая на франкский престол как королевская династия Каролингов.
Земли впервые именуются в документах VIII века вторым королём названной по нему династии Карлом Великим, который в 774 году упоминает один из своих замков как Villa Regia или Quuningishaim, что впоследствии переходит в форму Kunigesheim. В молодости король неоднократно посещает здешние леса для охоты в компании своего персонального духовника Фулрада, основателя монастырей в Льевре и Сент-Ипполите. Перед смертью Фулрада в аббатстве Сен-Дени король обещает ему пожаловать Льеврскому монастырю часть Кинцхаймского леса в качестве охотничьих угодий, что и делает после завоевания лангобардов, добавляя к нему ряд прилегающих податных кладений.

### Сожжение поселенияарманьяками
В начале XV века Кинцхайм, вместе с Шервиллером, Шатенуа и Сен-Ипполитом, был сожжён «арманьяками» (приверженцами Людовика Орлеанского).

### Французская революция и выход из зависимости
Как и во всём Эльзасе, отклик Французской революции в Кинцхайме был достаточно мягким. 18 плювиоза года II революционного календаря деревню обязали поставить революционным властями 12 тысяч серебряных ливров в обмен за необеспеченные ассигнаты. Также, двое местных священников были изгнаны за реку в Баден, однако, скорее всего, неоднократно возвращались и прятались жителями от обысков Национальной гвардии — в деревне до сих пор сохранилась потайная комната со стулом на двух человек, созданная для этой цели.
В годы, следующие за Французской революцией, многие сельские коммуны получили независимость от своих бывших владельцев. Это в конце концов произошло и с Кинцхаймом, чему, однако, предшествовала 40-летняя судебная тяжба, закончившаяся в 1834 году, когда город Селеста наконец согласился отказаться от своих прав на эти земли.

## Экономика
В 2010 году из 976 человек трудоспособного возраста (от 15 до 64 лет) 746 были экономически активными, 230 — неактивными (показатель активности 76,4 %, в 1999 году — 71,6 %). Из 746 активных трудоспособных жителей работали 702 человека (373 мужчины и 329 женщин), 44 числились безработными (18 мужчин и 26 женщин). Среди 230 трудоспособных неактивных граждан 65 были учениками либо студентами, 118 — пенсионерами, а ещё 47 — были неактивны в силу других причин.

## Достопримечательности (фотогалерея)
Является одним из центров винного туризма в регионе, производя семь традиционных разновидностей эльзасских вин. Через Кинцхайм проходит Винная дорога Эльзаса.
Наиболее известная достопримечательность деревни — одноимённый замок XII—XIII века, граничащий с богатыми дичью лесами Вогезов. Местные туристические достопримечательности также включают парки и зоопитомники, содержащие орлов (Volerie des aigles), аистов (Cigoland) и обезьян (La montagne des singes). От деревни до замка Верхний Кёнигсбург через эти достопримечательности проходит пеший туристический маршрут.
- Шато
- Церковь Сен-Мартен
- Фонтан
- Здание мэрии
- Часовня
- Главная улица